# HLE 21
De locomotief reeks 21 is een type elektrische locomotief dat sinds 1984 wordt ingezet door de NMBS. De locomotieven worden zowel voor passagiers- als goederentreinen ingezet.
Deze locomotieven zijn technisch bijna identiek aan de reeks 27, zij het met minder motorvermogen. Reeks 11 en reeks 12 (in 2012 afgeschaft) zijn direct van deze locs afgeleid, maar deze hebben extra apparatuur om in Nederland resp. Frankrijk te kunnen rijden.
Er werden in totaal zestig locs van dit type gebouwd, genummerd van 2101 t/m 2160. Een deel werd buiten dienst gesteld in 2013-2014, maar de overige zijn vooral voor P-diensten nog nodig. Ze worden voornamelijk ingezet op P-diensten (waaronder tijdens de spits op de S3, S6 en S10) en een beperkt aantal IC-ritten (IC-12, -18, -20), meestal in combinatie met M4-stammen. Op een beperkt aantal treinen wordt de reeks 21 gebruikt met M5. Door hun gebrek aan motorvermogen zijn ze echter niet geschikt om vaak lange stammen dubbeldeksrijtuigen te trekken zoals de M6. De stelplaats van de HLE 21 is Melle.

## Bijzonderheden
- De locomotieven 2131 tot 2160 hebben een goot boven de voorruit. De locomotieven 2101 tot 2130 hebben deze goot niet.
- De locomotief 2130 werd in 1993 verbouwd tot proeflocomotief 1901.
- De locomotieven 2101, 2102, 2103, 2104, 2106, 2109, 2110, 2112, 2116, 2117, 2119, 2120, 2125, 2126, 2127, 2128, 2129 zijn verkocht aan Polen.
- De locomotieven 2111, 2113, 2121, 2130 zijn gesloopt.
- De locomotieven 2158, 2146, 2122 zijn in park geplaatst.
- In 2024 zijn enkel nog de volgende in dienst: 2105, 2114, 2124, 2132, 2134, 2135, 2141, 2143, 2148, 2153.
- Locomotief 2160 is de allerlaatste in België gebouwde locomotief (over alle reeksen gerekend, niet alleen de reeks 21). Deze werd verkocht aan een sloper.[1]
- Locomotief 2132 raakte zwaar beschadigd bij een ongeval in Izegem op 26 april 2007.[2]
- Locomotief 2150 werd bewaard door het historisch patrimonium van de NMBS.